# 摩里斯科人
摩里斯科人（西班牙語：Morisco）原本是一支改宗基督教的西班牙穆斯林及其后裔，現在也指改宗伊斯蘭教的西班牙裔。

## 歷史

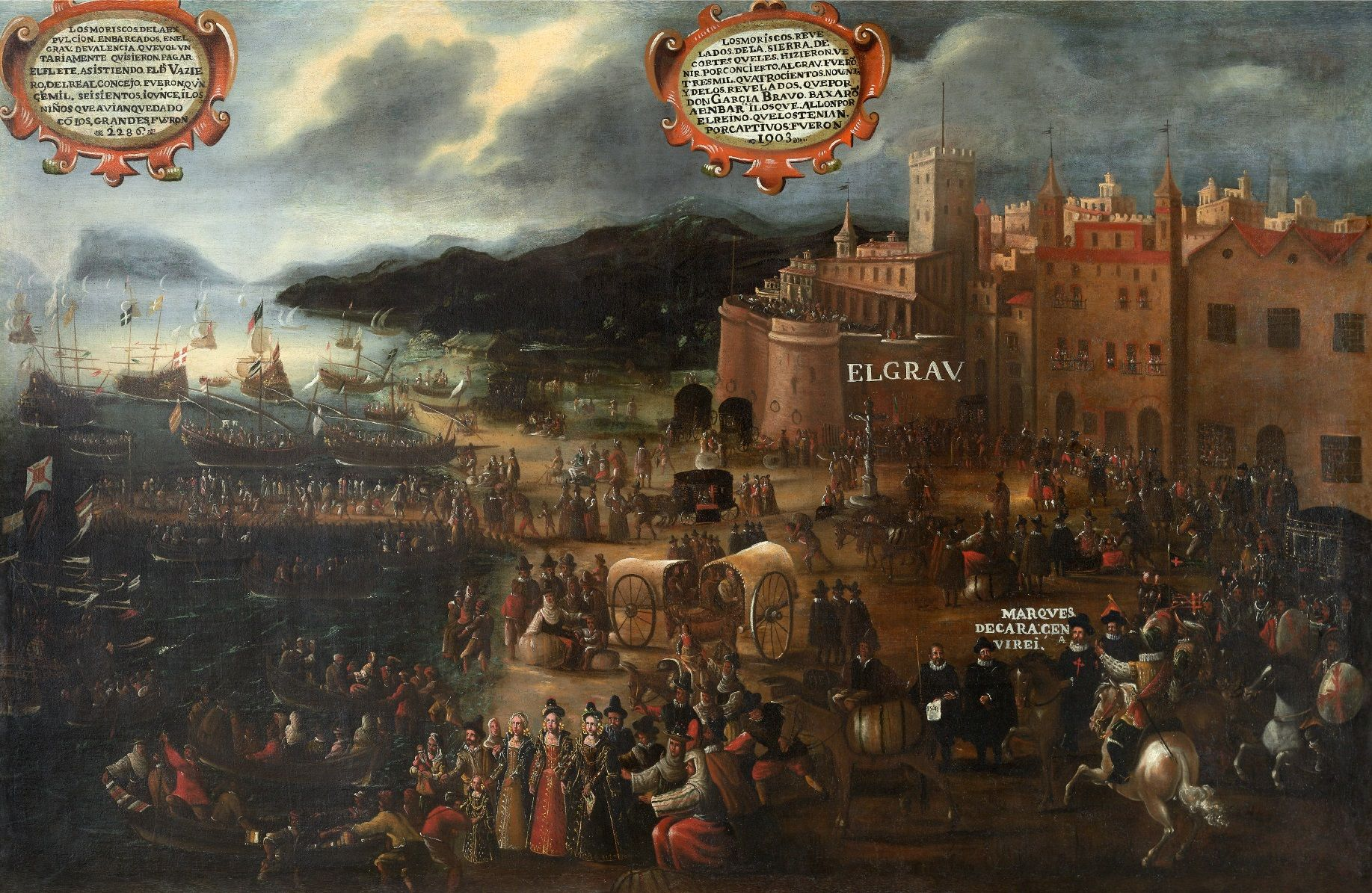
瓦伦西亚的摩里斯科人

在伊比利亞半島收復失地運動期間，亞拉岡、瓦倫西亞和格拉納達的穆斯林相繼投降，這些穆斯林通過條約保證了宗教自由。這種寬容的政策一支持續到15世紀晚期，當時的基督教當局開始有計劃的銷毀伊斯蘭神學著作。格林納達的穆斯林為此而起義。1502年，當局給格林納達的穆斯林兩種選擇：改宗接受洗禮，否則被驅逐。許多人被迫接受洗禮，但繼續秘密保持伊斯蘭教信仰。1526年瓦倫西亞和亞拉岡的穆斯林也被同樣強迫要求改變信仰。隨後，官方在西班牙境內禁止了伊斯蘭教。
然而這些摩里斯科人並不認為是可以被完全同化，儘管在人種上與他們的基督徒鄰居沒有什麼不同，但是他們繼續保持與穆斯林相似的生活方式。基督徒們懷疑摩里斯科人同柏柏人和土耳其人勾結發動“聖戰”，威脅西班牙。摩里斯科人受到各種歧視。但是他們得到了西班牙境外穆斯林的支持，他們得到伊斯兰教令（fatwās），允許他們秘密保持伊斯蘭信仰（即塔基亚）。
1566年，腓力二世簽署法令禁止格林納達的摩里斯科人使用他們的語言、服飾和習俗。格林納達的摩里斯科人於1569年爆發起義，兩年後他們被整體驅離格林納達，散居西班牙北部地方。1609年9月22日菲利普三世的一份皇家法令直接驅逐了摩里斯科人。在之後約5年的時間裡，約有30萬摩里斯科人被轉移至西北非洲，然而他們在當地依然屬於異類。雖然經過了數代的同化，但是他們身上的一些西班牙特點依然保持到今天。
在現代的西班牙，摩里斯科人也指改宗伊斯蘭教的西班牙人，人數在2-5萬左右。